# デ・ラ・ルー
デ・ラ・ルー公開有限会社（De La Rue plc）は、セキュリティ印刷・製紙・紙幣鑑別システムを扱うイギリスの企業。ロンドン証券取引所上場企業、FTSE250構成企業のひとつである。ハンプシャーベイジングストークに本社を置き、タインアンドウィアゲーツヘッドに工場を持つ。

## 沿革
- 1821年 トーマス・デ・ラ・ルーが設立し、文房具商・印刷工・小間物屋として創業[1]。
- 1831年 生産するトランプがイギリス王室御用達となる。
- 1855年 切手の印刷を開始。
- 1860年 紙幣の印刷を開始。
- 1896年 法人形態を同族会社から私会社に変更。
- 1921年 事業からデ・ラ・ルー家が身をひき、株式を公開して法人形態を公開有限会社とする。
- 1947年 ロンドン証券取引所へ上場を果たす。
- 1958年 法人名を Thomas De La Rue & Company, Limited から The De La Rue Company Limited に変更。
- 1968年 ランク・オーガニゼイションから株式公開買い付けを受けるが、公共利益に反するとして独占委員会がこれを退ける[2]。
- 1991年 再び法人名の変更を行い、現在の De La Rue plc となる。
- 2003年 イングランド銀行の子会社デブデン・セキュリティー・プリンティング株式会社を買い取ると同時に、イングランド銀行券の造幣を請け負う[3]。

## 事業

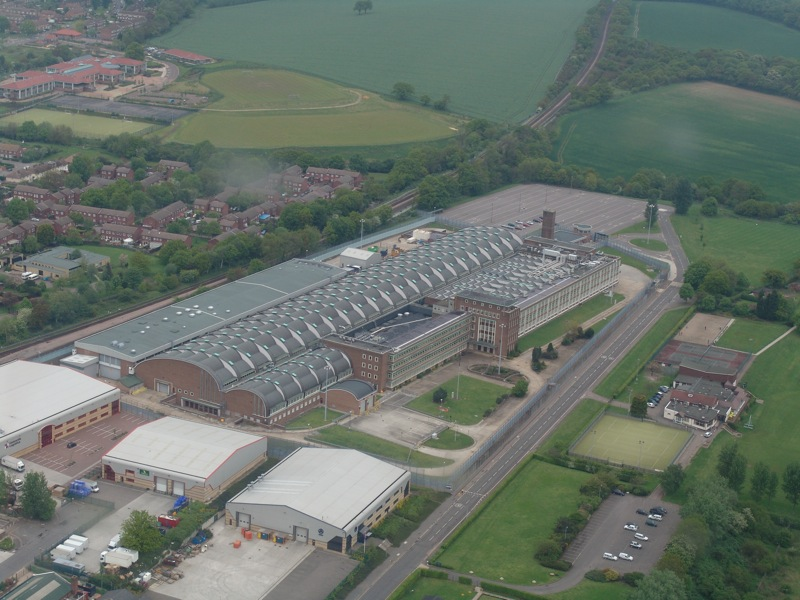
デ・ラ・ルー傘下のデブデン・セキュリティー・プリンティング株式会社。ここでイングランド銀行券が造幣されている。

### 紙幣
高度なセキュリティ印刷技術・製紙技術を持ち、それを強みとした150種以上の紙幣製造を請け負う。デ・ラ・ルーの紙幣が採用されている銀行はイラク中央銀行、イングランド銀行、グアテマラ銀行、ケニア中央銀行、スコットランド銀行、スリランカ中央銀行、フィジー準備銀行、マケドニア共和国国立銀行、マン島政府、ロイヤルバンク・オブ・スコットランド等がある。また、かつてはスイスの紙幣（第5次紙幣の2版）も製造していた。

### セキュリティ印刷・製紙
紙幣の他にパスポート、証票、収入印紙、トラベラーズチェック、運転免許、銀行小切手、切手といったセキュア文書の製造を手がける。

### その他の製品
紙幣鑑別システムの技術を使った紙幣カウンター、紙幣分別機、貨幣分別機、ATM、発券機など現金処理機に類する機械の製造。クレジットカード、紙幣、その他セキュア文書に必要なホログラムの印刷を手がける。

## 過去の製品

### トランプ
1843年に海外輸出の販路を初めて確立。トーマス・デ・ラ・ルーが当時デザインしたトランプは、今日使われる標準的なトランプのデザインの基礎となっている。このトランプ生産事業は1969年、ジョン・ワディントンに売却された。

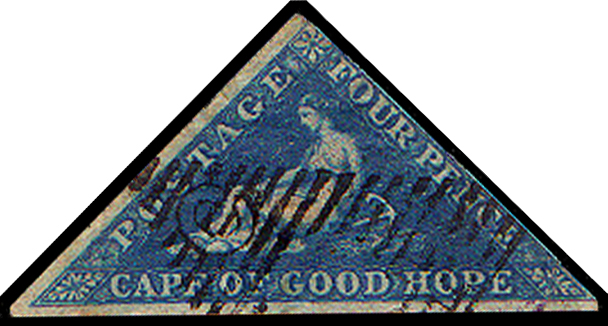
喜望峰の三角切手

### 切手
紙幣と同様、ウォーターロウ・アンド・サン社、パーキンス・ベーコン社と並んで、イギリスやかつてのイギリス植民地向けに切手の印刷を手がけ、喜望峰の三角切手など有名な切手を生みだした。

### 筆記用具
デ・ラ・ルーは、1881年に初めて実用的な万年筆を開発したと主張している。その真偽は証明するのは困難であるものの、イギリスの先導的な万年筆メーカーであったことは事実で、同社の製品はオノト（Onoto）のブランドネームで知られている。イギリスでの生産は1958年に終了したが、さらに数年のあいだはオーストラリアで生産が続けられていた。
その独特の「オノトプランジャ方式」は、日本のインク止め式万年筆を昇華させた形態ともとれるが、オリジナルはオノトである。経年変化により、ラバーパーツの硬化等で吸入不良が起こるが修理可能。ただし修理には熟練を要する。日本では数社が対応している。
1911年には丸善からの注文を受けて、オリオン（Orion）のブランドネームで普及型の万年筆を発売する。当時の値段で、オノト万年筆が、N号無飾が6円（装飾は65円まで）と高価だったのにたいして、オリオンは無飾が2円80銭と安価であった。オノトの普及品として発売されたオリオンは人気をはくし、万年筆が一般に広く普及するきっかけとなった
。
夏目漱石は丸善でデ・ラ・ルーのペリカンを購入したもののインク量の調整が上手くいかず原稿用紙を汚したが、内田魯庵から贈られたオノトは「大変心持よくすらすら書けて愉快であった」と評したエッセイを丸善のカタログ「萬年筆の印象と図解カタログ」に寄稿している。丸善は創業140周年記念として、実際に漱石が使っていたオノト万年筆を再現した「漱石」を3本限定で販売している。なお軸は神奈川近代文学館が所蔵している実物を参照しているが、ペン先は棺に納めて火葬したため、長原宜義（セーラー万年筆のペン先職人）が当時の資料を参考に再現している。